# Location Managers Guild Awards
Location Managers Guild Awards é uma premiação anual realizada no Writers Guild Theater em Beverly Hills no mês de maio.
Após o sucesso da primeira cerimônia, o LMGI, desde então, continuou a honrar em excelência contribuições criativas de cenários utilizados como ambientação em filmes e séries de televisão.
Além dos prêmios oferecidos aos profissionais de ambientação cinematográfica e televisa, o LMGI entrega estatuetas honorárias.

## Múltiplos prêmios e indicações
A lista a seguir apresenta personalidades premiadas múltiplas vezes:

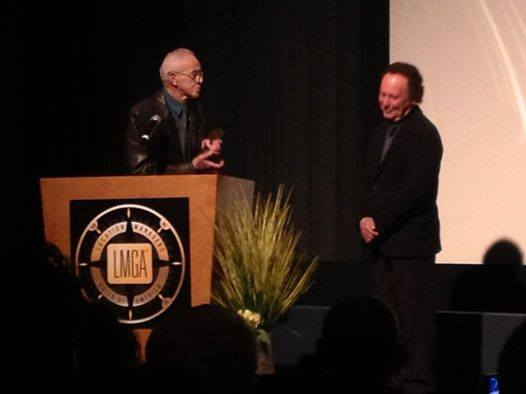
Billy Crystal apresentou o Prêmio Humanitário LMGA 2014.

2+ vitórias
- Peter Orth
- Robert Boake
- David Doumeng
- Charlie Love

2+ indicações
- JJ Levine
- Batou Chandler
- Klaus Darrelmann
- Dan Gorman
- Nancy Haecker
- Wes Hagen
- David McKinney
- Christian Diaz de Bedoya
- Byll Williams
- Caleb Duffy
- Steve Mapel
- Robert Paulsen
- Paul Schreiber
- Rick Schuler